# Makarios I di Cipro
Makarios Christodoulides (gr.  Αρχιεπίσκοπος Μακάριος Α΄; Prodomos, ... – Nicosia, 4 agosto 1865) è stato un arcivescovo ortodosso e politico cipriota.
Egli fu arcivescovo di Cipro dal 1854 al 1865.

## Biografia
Nacque nel villaggio di Prodomos, nella Cipro ottomana, e il suo cognome originario era Christodoulides (in greco Χριστοδουλίδης?).
Iniziò gli studi religiosi presso il monastero della Trooditissa e successivamente fu trasferito al monastero di Kykkos. Fu ordinato diacono nel 1823, due anni dopo la rivoluzione greca e i massacri del 9 luglio. Prestò servizio come diacono nella diocesi di Paphos, poi fu diacono dell'arcivescovo di Cipro Panaretos e dei successivi arcivescovi, Ioannikios e Kyrillos I.
Fu ordinato arcivescovo il 26 agosto 1854, succedendo a Kyrillos I, morto un mese prima.
Grazie all'Editto di riforma ottomano del 1856, riuscì ad erigere e a far suonare una campana per la prima volta nella Nicosia occupata dai turchi, nella cattedrale di San Giovanni. Si assicurò che i doveri religiosi del clero fossero garantiti, mentre fu il primo arcivescovo a ottenere il diritto di partecipare al consiglio generale dell'isola. Riparò l'edificio arcivescovile (1862-1863), ricostruì il Gran Sinodo e completò il complesso dell'edificio arcivescovile fino ai cambiamenti avvenuti nel secolo scorso.
Makarios fu determinante nell'istituzione di molte scuole in tutta la Cipro rurale per combattere l'analfabetismo. Nel 1857 fondò la scuola di Faneromeni, la prima scuola femminile dell'isola. Cercò anche di alleggerire il carico fiscale tramite richieste scritte a Kâmil Pascià, il Gran Visir di Costantinopoli, anch'egli cipriota.
Makarios morì a Nicosia il 4 agosto 1865 a causa del colera, dopo essersi rifiutato di lasciare la città allo scoppio dell'epidemia.